# Reinhard Schäfertöns
Reinhard Schäfertöns (* 1966 in Berlin) ist ein deutscher Kirchenmusiker, Musiktheoretiker und Hochschullehrer.
Reinhard Schäfertöns studierte an der Berliner Kirchenmusikschule und an der Universität der Künste Berlin sowie Musikwissenschaften und Philosophie an der Technischen Universität Berlin. Seine Studien schloss er mit einer Dissertation Über die Fuge in der norddeutschen Orgelmusik ab. Von 1988 bis 1995 arbeitete Schäfertöns als Kirchenmusiker. Ab 1991 unterrichtete er als Lehrkraft für besondere Aufgaben das Fach Musiktheorie an der Fachhochschule Lausitz (Cottbus), seit 2001 ist er Professor für Musiktheorie an der Universität der Künste Berlin. Er war von 2013 bis 2020 Dekan der Fakultät Musik sowie geschäftsführender Direktor des Instituts für Musikwissenschaft, Musiktheorie, Komposition und Musikübertragung. Das Konzil der Hochschule für Musik und Theater Rostock wählte Reinhard Schäfertöns in seiner Sitzung am 27. Januar 2020 zum Rektor. Der Amtsantritt erfolgte zum Wintersemester 2020/21 im September 2020; die Amtszeit sollte bis zum Oktober 2024 laufen. Schäfertöns legte sein Amt zum 1. April 2023 vorzeitig nieder. Seither lehrt er wieder in Berlin.
Schäfertöns veröffentlichte Untersuchungen zur Bach-Rezeption im 18. und 19. Jahrhundert, zur Geschichte der Orgelmusik sowie Aufsätze zu musikhistorischen und -analytischen Fragen.